# Tähti
Tähti ist ein weiblicher Vorname.

## Herkunft und Bedeutung
Der Name bedeutet im Finnischen Stern.

## Bekannte Namensträgerinnen
- Tähti Alver (* 1994), estnische Weit- und Dreispringerin